# Ureaplasma parvum
Ureaplasma parvum è una specie di batterio appartenente alla famiglia delle Mycoplasmataceae.